# Siêu lừa gặp siêu lầy
Siêu lừa gặp siêu lầy là một bộ phim hài hước, hành động của Việt Nam năm 2023 do Võ Thanh Hòa làm đạo diễn; Mai Bảo Ngọc sản xuất với sự tham gia của các diễn viên chính gồm Anh Tú Atus, Mạc Văn Khoa, Ngọc Phước, Trung Lùn và Cát Tường. Bộ phim lấy chủ đề liên quan đến tội phạm lừa đảo xoay quanh bộ đôi Tú và Khoa, cả hai đã gặp nhau tại Phú Quốc và hợp tác cùng ông Năm và Mã Lai để thực hiện nhiều hành vi trộm cắp.
Bộ phim đã được dự kiến khởi chiếu vào ngày 22 tháng 1 năm 2023, tức vào ngày mồng một Tết Nguyên Đán 2023 nhưng sau đó đã bị hoãn chiếu không rõ lý do về ngày 24 tháng 3 và sau đó lại là 3 tháng 3 năm 2023.

## Nội dung
Với mong muốn đổi đời, Khoa (Mạc Văn Khoa) – một tên lừa đảo khét tiếng tại Việt Nam đã đến Phú Quốc với mong muốn lừa đảo để kiếm bộn tiền đổi đời. Trong khi thực hiện hành vi lừa đảo, anh đã vô tình gặp được Tú (Anh Tú Atus) – một tên lừa đảo có tổ chức khét tiếng hơn và đã thực hiện được nhiều phi vụ chưa bao giờ thất bại cùng với ông Năm (Trung Lùn) và Mã Lai (Ngọc Phước). Thấy được tiềm năng từ Tú, Khoa đã xin gia nhập băng và đã được Tú đồng ý sau khi nghe Khoa chia sẻ về câu chuyện khó khăn của mình.
Tại Phú Quốc, cả băng nhóm đã thành công khi thực hiện nhiều phi vụ lừa đảo sau khi phân tích kỹ càng về điểm yếu của đối tượng rồi từ đó giăng bẫy. Các chiêu thức được thiết lập bằng công nghệ cao như việc cải trang, vượt rào hệ thống an ninh cùng nhiều thủ thuật lừa đảo như diễn kịch lợi dụng tình thương. Cuối cùng cả bọn đã tìm hiểu và gặp được nữ doanh nhân Khánh (Cát Tường) hoạt động được mô tả hoạt động theo mô hình kinh doanh đa cấp và kêu gọi vốn đầu tư. Nhóm của Tú đã thực hiện lừa đảo bà Khánh khi tự nhận là một nhóm tổ chức sự kiện. Tuy nhiên, sau đó sự thật đã bị phơi bày và lộ diện bà Khánh cũng là một kẻ lừa đảo. Ngay sau đó, bà Khánh đã cố gắng bịt đầu mối bằng cách truy lùng băng nhóm của Tú để tránh việc phanh phui sự thật của mình. Cuối cùng, nhóm của Tú cũng đã thành công phơi bày bộ mặt thật của bà Khánh khi trên đường cố gắng tẩu thoát sang nước không dẫn độ về Việt Nam cùng số tiền của các nhà đầu tư.

## Diễn viên
- Anh Tú Atus vai Tú
- Mạc Văn Khoa vai Khoa
- Ngọc Phước vai Mã Lai
- Trung Lùn vai chú Năm
- Cát Tường vai Khánh
Khánh là một nữ doanh nhân giàu có nhưng gặp phải một nhóm lừa đảo do Tú cầm đầu. Đây đồng thời cũng là vai diễn đầu tiên của nữ diễn viên sau năm năm tạm dừng diễn xuất.[3]

Cùng một số diễn viên khác như Đại Nghĩa vai kiến trúc sư Thái, Lâm Vỹ Dạ vai Thu Cúc, NSƯT Mỹ Duyên, BB Trần, Hứa Minh Đạt...

## Sản xuất

### Phát triển và quay phim
Kịch bản của Siêu lừa gặp siêu lầy được cho là do Võ Thanh Hòa làm kịch bản chính cùng nhiều thành viên khác trong vòng 6 tháng và công đoạn ghi hình đã được thực hiện từ tháng 6 năm 2022 cho đến tháng 12 năm 2022. Bộ phim cũng đã được phía ê-kíp xác nhận tự làm chứ không hề làm lại của ai. Đạo diễn Võ Thanh Hòa khẳng định đây sẽ là những bộ phim được làm đúng nghĩa bởi chính anh. Trước khi có cái tên Siêu lừa gặp siêu lầy thì bộ phim đã được gọi tạm là Phi vụ triệu đô. Ý tưởng làm bộ phim được cho là đã xuất phát từ năm 2018.

### Quảng bá
Vào ngày 1 tháng 12 năm 2022, ê-kíp bộ phim Siêu lừa gặp siêu lầy đã tổ chức sự kiện công bố dự án tại Thành phố Hồ Chí Minh. Dàn diễn viên cùng đạo diễn Võ Thanh Hòa và nhà sản xuất Mai Bảo Ngọc cũng xuất hiện tại sự kiện. Đến giữa tháng 12 năm 2022, một đoạn video kéo dài gần 90 giây quảng cáo bộ phim đã được công bố xuất hiện những phi vụ lẻ tẻ của băng nhóm lừa đảo. Video cũng đã xác nhận việc cầm đầu băng nhóm lừa đảo thuộc về Tú. Trước khi công chiếu, một buổi họp báo vào ngày 12 tháng 1 năm 2023 của bộ phim đã được tổ chức. Tại sự kiện đã có sự tham gia của Trường Giang, Ninh Dương Lan Ngọc, Kiều Minh Tuấn...

## Phát hành
Bộ phim được dự kiến phát hành vào mồng một Tết Nguyên Đán, tức là vào ngày 22 tháng 1 năm 2023 cùng với Chị chị em em 2 và Nhà bà Nữ. Tuy nhiên, đến ngày 19 tháng 1, trước khi khởi chiếu 3 ngày, đơn vị phát hành Galaxy đã xác nhận việc hoãn chiếu bộ phim theo "nguyện vọng của đạo diễn và nhà sản xuất". Bộ phim được thông tin về thời điểm khởi chiếu mới là vào ngày 24 tháng 3 năm 2023. Vào ngày 9 tháng 2 thì nhà sản xuất bộ phim lại tiếp tục dời lịch khởi chiếu về ngày 3 tháng 3 năm 2023. Nhiều ý kiến cho rằng việc bộ phim phải hoãn chiếu là để "né" bộ phim Nhà bà Nữ của Trấn Thành; tuy nhiên, số khác lại cho rằng ê-kíp bộ phim đang thực hiện các chiêu trò để quảng bá sản phẩm.

## Đón nhận

### Doanh thu
Trong ngày 4 tháng 3, ngày thứ hai khởi chiếu bộ phim đã cán mốc hơn 20 tỷ đồng. Trong 3 ngày công chiếu chính thức, bộ phim đã thu về hơn 360 nghìn vé, đứng #1 phòng vé Việt Nam và thu về hơn 33 tỷ đồng, vượt xa bộ phim Khi ta hai lăm được ra mắt cùng thời điểm. Bộ phim đã cán mốc con số 50 tỷ đồng sau hơn một tuần khởi chiếu.

### Đánh giá
Phóng viên Mai Nhật của tờ VnExpress, đã cho rằng bộ phim đã mắc nhiều điểm trừ về vấn đề logic trong kịch bản. Các chiêu trò trộm cướp của băng nhóm lừa đảo đều lộ rõ các lỗ hỏng và chưa tới. Tuy nhiên, nhà báo này cũng đã ca ngợi về bối cảnh và góc quay của bộ phim khi "khai thác nét đẹp của đảo ngọc Phú Quốc". Thần bài, Phi vụ thế kỷ... đã được báo Giao thông liệt kê để so sánh với Siêu lừa gặp siêu lầy mặc dù đây không phải là một bộ phim làm lại vì độ tương đồng. Tờ báo này cũng cho rằng phim không quá tốt về nội dung nhưng lại đủ để giúp người xem giải trí và thư giãn. ZingNews lại cho rằng Võ Thanh Hòa đã hụt hơi sau nhiều tác phẩm làm lại như Ông ngoại tuổi 30, Chìa khóa trăm tỷ và Nghề siêu dễ. Diễn viên Anh Tú đã bị đánh giá là diễn xuất chưa sâu và không ấn tượng; còn Mạc Văn Khoa là thoại không có cảm xúc. Trên tờ Thể thao và Văn hóa, nhà báo Dạ Nguyệt đã đánh giá bộ phim mang yếu tố giải trí cao nhưng về phần kịch bản thì chấp vá và không có gì hấp dẫn. Nhà báo thậm chí còn khẳng định việc Siêu lừa gặp siêu lầy "sao y bản chính" của Phi vụ thế kỷ 2 vào năm 2016. Ngòi bút Minh Nhật của Tiền phong cho rằng bộ phim "có ý tưởng tốt nhưng cách triển khai có nhiều vấn đề" và nội dung phim không đáng để nhớ.

## Tương lai
Theo tiết lộ của đạo diễn Võ Thanh Hòa với phóng viên báo Lao Động thì dự án Siêu lừa gặp siêu lầy sẽ có ba phần và hai tên nhân vật Tú và Khoa sẽ được giữ nguyên như phần đầu tiên. Mùa thứ hai của bộ phim sẽ có 15% tại Thái Lan, 15% tại Philippines và 70% tại Việt Nam; còn đối với mùa thứ ba sẽ là ở Đông Âu và một số nước tại châu Á.